# 43841 Марктацит
43841 Марктацит (43841 Marcustacitus) — астероїд головного поясу, відкритий 17 квітня 1993 року.
Тіссеранів параметр щодо Юпітера — 3,496.